# 巴拿馬線油鯰
巴拿馬線油鯰，為輻鰭魚綱鯰形目鼬鯰科的其中一種，為熱帶淡水魚，分布於中美洲巴拿馬Frijoles及Tuira河流域，體長可達7.2公分，棲息在底層水域，生活習性不明。

## 扩展阅读
維基物種上的相關：巴拿馬線油鯰